# 板垣守正
板垣 守正（いたがき もりまさ、明治33年（1900年）3月15日 - 昭和26年（1951年）7月16日）は、日本の劇作家。士族。伯爵板垣退助の孫、鉾太郎の次男。母は松本丑太郎の長女節子（せつこ）。号は青牛。宗旨は曹洞宗。別名は山内守正。

## 経歴

### 生い立ち
明治33年（1900年）3月15日、東京府東京市芝区西久保桜川町に生まれる。戸籍上は次男であるが、長男武生（たけお）が夭逝したため、事実上長男のように育てられる。
大正7年（1918年）旧制芝中学校を卒業（12回生）し、第六高等学校に入学。

### 家督相続
大正8年（1919年）7月16日、祖父退助が薨去する。退助持論の『一代華族論』を実践するため、父鉾太郎は同年8月19日に廃嫡して爵位を返上した上で、守正が同年9月8日に板垣家の家督を相続する。六高卒業の後、東京帝国大学文学部社会学科に進学。

### 廃嫡事件
東京帝国大学在学中に文壇活動を行い、随筆、大衆読物を執筆、大正14年（1925年）8月、『自由党異変』という戯曲を執筆し、同年10月26日から帝国劇場で上演されることとなったが、この戯曲が祖父退助を侮辱する内容であったため、旧自由党員らの批判によって問題化する事となった。
『東京朝日新聞』（大正14年（1925年）10月20日号）によれば、上演者側の舞台協会とも親しく板垣家の親戚関係にある高屋福子が使者となって、同年10月15日に麻布の板垣絹子邸を訪れて同戯曲の上演の了解を求めたが承諾を得られず、さらに旧自由党の縁故者である西内正基に了承を求めたが、西内は即座に却下し、逆に「第一学生の身分で芝居道へ出やうとは何事だ。守正君は板垣退助伯の大切な後継者であるから劇作なんかはすぐやめさせる。従つてその脚本は上演まかりならぬ」と返答した。さらに同じく旧自由党員であった今幡西衛らと板垣家親戚・自由党旧知を代表して舞台協会に行き上演の取りやめを申込んだ。翌10月16日、守正は麻布の板垣絹子邸に呼び出され、西内、今幡らをはじめ親戚一同が列席の上、「脚本を撤回する事」や「文学から離れる事」、「自分の意思だけで進んでいく自分でない事」を説かれ諫められたが、守正は「要するに根本的にあなたがたと私とは思想的に大いなる相違がある。自分は初一念に向かつて進む」と突っぱねて、以下の覚書を提出した。
守正は自身の廃嫡と引き換えに『自由党異変』の上演を選ぶこととなった。守正はこの時の心境を、
「文学に携わる事を堕落と思はれてはやり切れません。私は今、何もいはぬが、実に忍ぶべからざる程の酷い言葉も受けた。そして、お前には自由にする権利はないと言われたが、廃嫡となつて自由となれるのなら、それこそ願つてもない幸ひだと思ひました。今度の事は、ただ今までうつせきしてゐたいろいろの事が一度に爆発しただけで、私が昔、華族全廃論を説いた時から親戚はにらんでゐたのです。いはゆるあの人達は、私が政治家にでもなれば喜ぶといふのでせう。官吏にでもなつて出世しろと言はんばかりです。私には心にもないそんな虚偽の生活は出来ません。私の戯曲中でも、祖父退助を人間的に見ると共に、また祖父を刺した相原に対しても人間的な見方をした事も多分反感を買つた様です」と語っている。
これに対して板垣家の親戚の一人は、
「守正は学校へも行かずぶらぶらしてゐると聞いた処へ、あんな物を書いて上演までするといふ、（中略）自由勝手にしかも芝居の方などへ進まうとするので、板垣家といふものが、多数の人の努力と血の結晶によつて出来た家柄だからこの際、言動を慎んでもらひたいのです。殊に『自由党異変』は史実と異なつてゐるのみならず、一言も誰にも相談せずに書いたのです」と証言している。その後、板垣家親戚・自由党旧知は、板垣退助の旧知である野田卯太郎、望月圭介、龍野周一郎、中野寅次郎、齋藤啓次らと協議して、守正が文学道へ進むのを諦めさそうとしたが叶わなかったため、やむを得ず東京裁判所の裁許を以て、正式に大正15年（1926年）6月12日に家督を弟正貫（しょうかん）に譲らせた。守正は、東京府豊多摩郡渋谷町の山内家の養子となる形式を採って一旦隠居し、山内守正と名乗るがすぐ家督を継いだ実弟・板垣正貫の戸籍に入って板垣に復姓した上で分家の手続きを採った。

### 『自由党異変』その後
帝劇側は、守正廃嫡事件が世間の注目を集めれば集めるほど興行業績が伸びるだろうと、考えられていた節があり、上演に反対する旧自由党の支援者・自由民権運動の支持者たちからは、上演中止を請願する声が続々と帝劇の大倉社長や山本専務に寄せられていたにもかかわらず無視する構えを見せていた。しかし上演前日の大正14年（1925年）10月25日、板垣家側、舞台協会側双方から条件が示され遂に上演中止が決定された。板垣家側から示された条件は、「在学中の東京帝国大学卒業後はその自由を拘束せず、万一再び『自由党異変』が世に出る時には、旧自由党員も華々しく応援する」というもので、舞台協会側から示された条件は「守正氏を動かして、今、遅れている卒業論文を必ず書いて貰つて帝大は必ず卒業させる事」というもので双方から条件を出した和解の方式が採られた。さらに『東京朝日新聞』（大正14年（1925年）10月25日号）では、守正の学費は故板垣伯爵が清貧に甘んじていたため、遺族の収入が充分でなかったのが上聞に達し、特に恩賜の教育賜金によって学費に充てられていたので卒業の如何によっては不敬の極みとならんことを家人が危ぶんだことが載せられている。

### 無形社を創設
板垣家の当主の座から廃嫡した守正は、板垣退助の雅号の「無形」の名を採った「無形社」を創設し、また東京雄弁大学を建てて、政治問題を研究し帝大在学中の発言から一変して政界入りを目指すようになる。

### 民政党入党と板垣家永久勘当

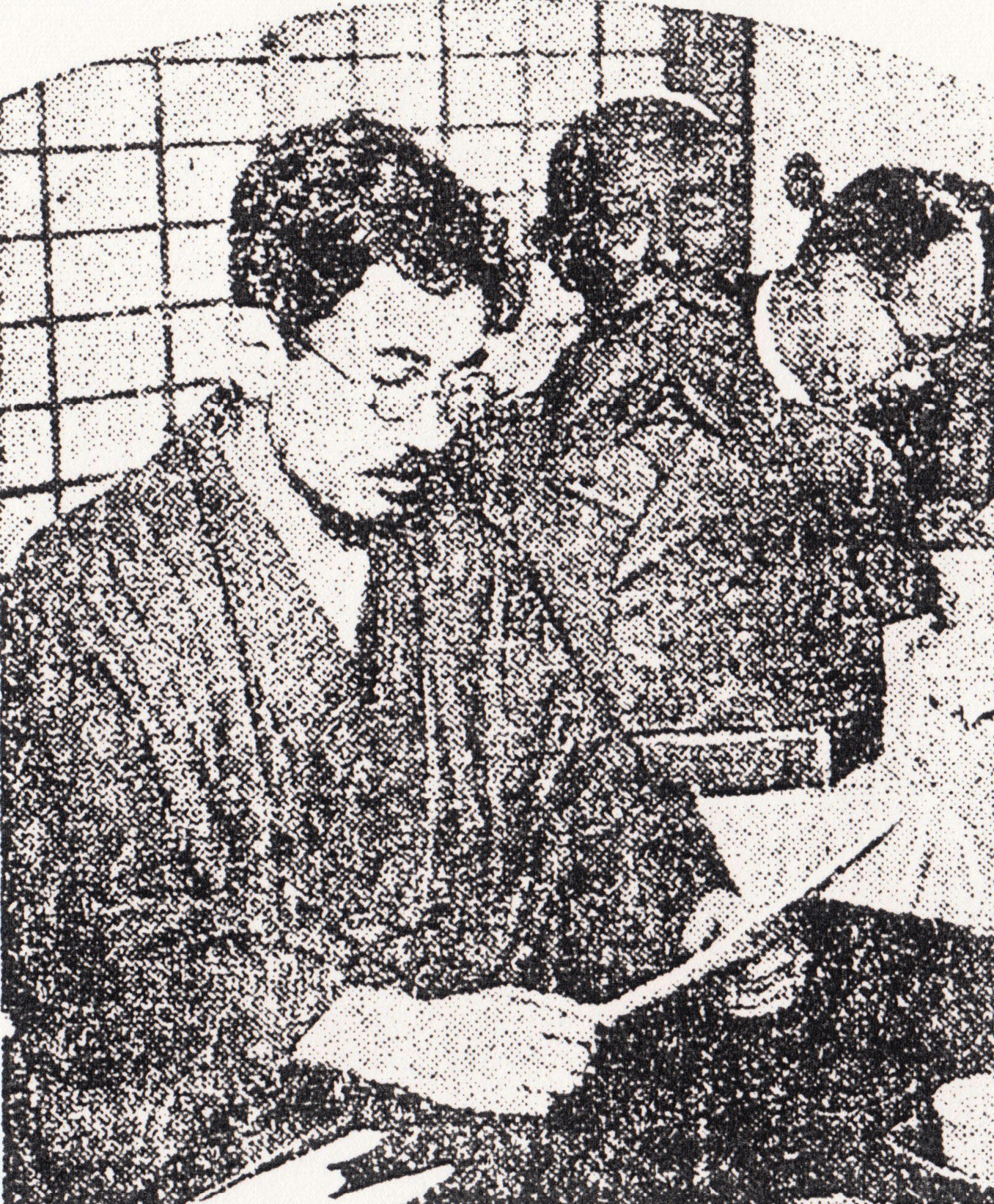
板垣守正の民政党入党騒動を伝える記事（『東京朝日新聞』 昭和3年1月27日号）

昭和3年（1928年）1月26日、祖父退助の創始した自由党の後継政友会の政敵にあたる立憲民政党に入党した。『東京朝日新聞』（昭和3年（1928年）1月27日号）によれば、記者らがことの経緯を取材しようと大久保百人町の守正邸に押し掛けると、守正は故板垣伯の胸像が安置されている二階の六畳間で「僕の民政党いりの理由はこの声明書にすつかり書してありますから」と40枚あまりの声明書を読み上げた。その内容は「要するに祖父の意思を継承して昭和維新の国政のため大いに尽くしたい。民政党に入党した理由は、今の政友会は保守政党に堕しており、祖父の自由党の継承者たり得るものは今の民政党より他は無いからである」という主旨のものであった。同年1月28日に郷里の高知県に帰り、2月1日より民政党を応援する遊説を行ったが、旧自由党の流れをくむ老政客や政友会員らは呆れて、この行動を快しとしない人々が相当に多く、殊に望月圭介、尾崎邦輔らからはこれまで色々と世話になりながらその精誼を無視するような態度をとったことは、関係各位に申し訳が無いとして、板垣本家は当主板垣正貫や今幡西衛らの発意によって、2月2日夜、東京渋谷町長谷戸の板垣邸で親族会議を開き、種々協議の結果、板垣守正を板垣家および肉親関係のある親戚一同より永久勘当することに決した。さらに、翌2月3日午後に当主板垣正貫と伯父今幡西衛らは望月圭介、尾崎邦輔に謝罪せんと政友会本部を訪ねたが両氏とも不在であったため秦幹事長に面会して守正勘当の旨を伝えた。

### 満州へ
昭和4年（1929年）には『大衆政治の新理想』を著し、同年9月4日、仙石貢満鉄総裁が満州国赴任するにあたって、その秘書役として抜擢され渡満することになる。仙石貢にとっては、守正は土佐郷党の大先輩である退助伯の孫であるため、大政治家の子孫を何とかしてやって欲しいと仲介する人があってこの話が具体化した。この時の守正の心境は『東京朝日新聞』（昭和4年（1929年）8月27日号）によれば、8月26日夜、牛込区若松町の守正邸を訪れて取材した話として、「仙石貢老の許でなら是非働きたいとかねて希望してゐた。今度は当人はいけないとのことで、鉄相時代の秘書宮田中前代議士ですら辞退されてゐるほどで、私が選ばれれば幸ひです。社会局から公私、経済運動のシナリオやポスターも頼まれてゐるが、何とかして満州へ飛び出したいのです」と話し、「家族は外子夫人（内縁）との二人なので身軽にどこへでも行ける」と答えている。
昭和6年（1931年）『板垣退助全集』を編纂する。
後には拓務省嘱託、協調会嘱託、日本講演通信社長、関釜日日新聞社長、亜細亜経済連盟総務などを歴任。
満洲国協和会中央本部宣伝科主任、同広報科主任、四平市本部事務長、民生部参事官を経て、康徳10年（1943年）4月、文教部理事官・教化司社会教育科長（薦任官一等）として奉職。勲六位

### 敗戦と帰還
昭和20年（1945年）第二次世界大戦の終戦に伴い内地へ帰還。

### 死去
昭和26年（1951年）、祖父板垣退助の命日と同日の7月16日に死去。享年52（満51歳没）。墓は静岡・富士霊園にある。

## 家族
- 祖父：板垣退助
  - 父：板垣鉾太郎
  - 母：板垣節子（松本丑太郎の長女）
    - 長兄：板垣武生（夭逝）
    - 本人：板垣守正
    - 妻：板垣桃子（福士 進の二女）
      - 長男[13]：尾崎正[14]（大正15年（1926年）10月1日生, のち尾崎旦養子）
      - 二男[15]：板垣正明[16]（母 板垣桃子）
      - 長女：三島拓子[17]（昭和10年（1935年）9月30日生, 母 旭外子）

    - 弟：板垣正貫

## 著作
- 『（戯曲集）自由黨異變』板垣守正著、東京寶文館、1926年2月25日
- 『大衆政治の新理想』板垣守正著、新時代社、1929年
- 『板垣退助全集』板垣守正編、春秋社、1931年
- 『対支問題総決算』板垣守正、平野健共著、内外社、1932年
- 『盲人按摩専業運動と高木翁』板垣守正記（所収『高木正年自叙傳』高木正年著、横山健堂編、代々木書院、1933年2月18日）

## 補註
1. ↑  「戯曲『自由党異変』で板垣家に紛争のうづ。思想的立場の相違から筆者の故伯嫡孫守正氏遂に廃嫡に決す」『東京朝日新聞』大正14年（1925年）10月20日号
2. ↑  「祖父も相原も人間的に見た。虚偽の生活は出来ぬ。自由になれれば幸い。当の守正君は語る」『東京朝日新聞』大正14年（1925年）10月20日号
3. ↑  「一方、舞台協会では守正君の意気に感じあくまでも上演する事に決したといふ。そして恐らく問題が大きくなればなる程、興行政策からいへば望ましい事だらうと芝居仲間では穿つた噂さへしている」『東京朝日新聞』（大正14年（1925年）10月20日号）
4. ↑  「板垣守正君の『自由党異変』上演問題では帝劇の山本専務や大倉社長などに対して上演阻止、脅迫状や圧迫がましい運動が盛んなさうだが、帝劇側はこんな事には慣れたもので、ひとりでニヤニヤ笑つてゐる」『東京朝日新聞』（大正14年（1925年）10月21日号）
5. ↑  板垣家側の「『自由党異変』が世に出る時には、旧自由党員も華々しく応援する」という文言は、「上演差止」めと「守正廃嫡」の法的な裁許が下りるまでの時間稼ぎであった可能性が高い。また、守正側は祖父板垣伯の遺品の一部を後継者の実弟・板垣正貫側に渡さないなどの対抗措置を行っている
6. ↑  『新聞集成　昭和編年史』の1928年1月27日記事によると、「板垣守正氏民政党に入る」とある。
7. ↑  「祖父の築いた城にお尻。民政党に入つて驚かした板垣守正君の気焔」『東京朝日新聞』（昭和3年（1928年）1月27日号）
8. ↑  「お尻を向けた守正氏を勘当。恩人等への申訳をと。親族会議で決めた板垣家」『東京朝日新聞』（昭和3年（1928年）2月4日号）
9. ↑  「仙石新総裁が引き立て役に。板垣守正君を秘書にして満鉄につれて行く」『東京朝日新聞』（昭和4年（1929年）8月27日号）
10. ↑  『満洲紳士録（第4版）』中西利八編、1334頁
11. ↑  『毎日新聞』（昭和26年7月18日朝刊）の記事によると「午後8時半 村立診療所で胃癌のため死去。享年52歳。告別式は同21日午後2時から東京芝の青松寺」とあり、『朝日新聞』によると「大根村鶴巻園の仮宅にて午後10時死去。51歳。夫人桃子さん（39歳）と一子があり」とある。
12. ↑  『板垣精神』一般社団法人板垣退助先生顕彰会編纂
13. ↑  戸籍上は、板垣鉾太郎の四男
14. ↑  昭和5年（1930年）1月26日高知県安芸郡北川村大字野川 尾崎旦の養子となる。
15. ↑  戸籍上は、板垣守正の長男
16. ↑  “昭和26年(1951)7月 活版・墨書 1通 父板垣守正 告別式の案内状(差出人 喪主板垣正明・板垣桃子, 宛先 浅沼稲次郎)”.   『浅沼稲次郎関係文書(その2)書簡の部目録』国立国会図書館憲政資料室 (2012年6月1日). 2014年6月16日閲覧。
17. ↑  父守正認知届出済。のち昭和15年（1940年）4月6日広島県芦品郡駅家町大字服部永谷 三島薫、同人妻美代子の養子となる。